# Metaleptobasis manicaria
Metaleptobasis manicaria är en trollsländeart som beskrevs av Williamson 1915. Metaleptobasis manicaria ingår i släktet Metaleptobasis och familjen dammflicksländor. Inga underarter finns listade i Catalogue of Life.